# World Games 2022/Teilnehmer (Luxemburg)
| Gelbes Symbol für Goldmedaillen mit stilisierten Olympischen Ringen | Graues Symbol für Silbermedaillen mit stilisierten Olympischen Ringen | Braundes Symbol für Bronzemedaillen mit stilisierten Olympischen Ringen |
| ------------------------------------------------------------------- | --------------------------------------------------------------------- | ----------------------------------------------------------------------- |
| —                                                                   | —                                                                     | —                                                                       |

Luxemburg nahm an den World Games 2022 mit einer Athletin teil.

## Teilnehmer nach Sportarten

### Karate

#### Kumite
| Athleten         | Wettbewerb       | Gruppenphase        | Gruppenphase | Rang | Halbfinale    | Halbfinale | Finale        | Finale   | Rang |
| Athleten         | Wettbewerb       | Gegner              | Ergebnis     | Rang | Gegner        | Ergebnis   | Gegner        | Ergebnis | Rang |
| ---------------- | ---------------- | ------------------- | ------------ | ---- | ------------- | ---------- | ------------- | -------- | ---- |
| Frauen           |                  |                     |              |      |               |            |               |          |      |
| Jennifer Warling | Kumite bis 55 kg | Iwet Goranowa       | 5:1          | 4    | Ahlam Youssef | 0:0        | Trinity Allen | 0:6      | 4    |
| Jennifer Warling | Kumite bis 55 kg | Valeria Kumizaki    | 1:0          | 4    | Ahlam Youssef | 0:0        | Trinity Allen | 0:6      | 4    |
| Jennifer Warling | Kumite bis 55 kg | Anschelika Terljuha | 1:4          | 4    | Ahlam Youssef | 0:0        | Trinity Allen | 0:6      | 4    |